# Campeonato Europeo de Vóley Playa de 2003
El XI Campeonato Europeo de Vóley Playa se celebró en Alanya (Turquía) entre el 27 y el 31 de agosto de 2003 bajo la organización de la Confederación Europea de Voleibol (CEV) y la Federación Turca de Voleibol.

## Medallistas
| Evento    | Oro                                        | Plata                                          | Bronce                                       |
| --------- | ------------------------------------------ | ---------------------------------------------- | -------------------------------------------- |
| Masculino | Nikolas Berger · Clemens Doppler · Austria | Markus Dieckmann · Jonas Reckermann · Alemania | Markus Egger · Sascha Heyer · Suiza          |
| Femenino  | Stephanie Pohl · Okka Rau · Alemania       | Andrea Ahmann · Jana Vollmer · Alemania        | Daniela Gattelli · Lucilla Perrotta · Italia |

## Medallero
| Núm. | País     | Oro | Plata | Bronce | Total |
| ---- | -------- | --- | ----- | ------ | ----- |
| 1    | Alemania | 1   | 2     | 0      | 3     |
| 2    | Austria  | 1   | 0     | 0      | 1     |
| 3    | Italia   | 0   | 0     | 1      | 1     |
| 3    | Suiza    | 0   | 0     | 1      | 1     |
|      | TOTAL    | 2   | 2     | 2      | 6     |